# Nivågård

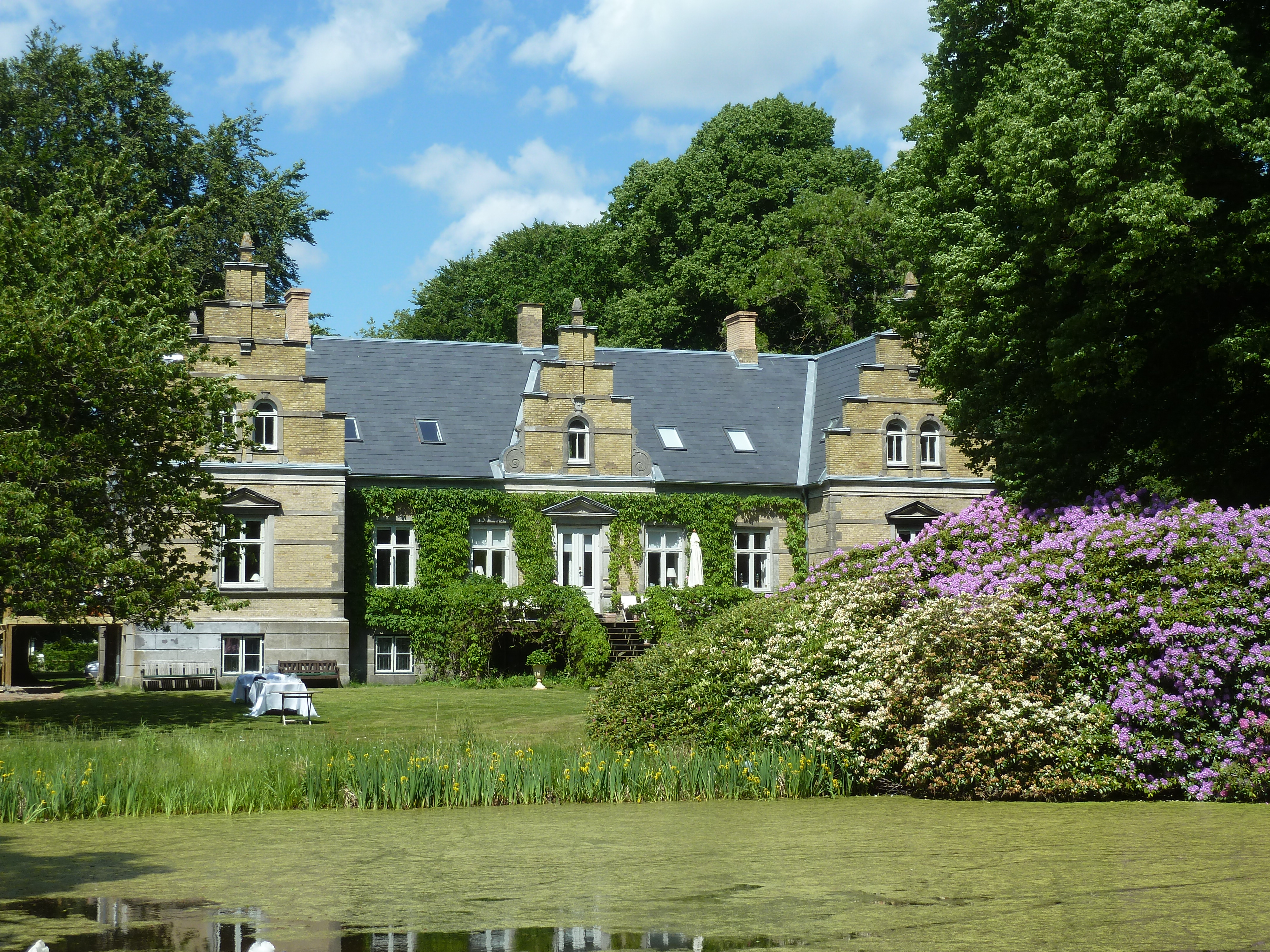
Nivågård från parksidan

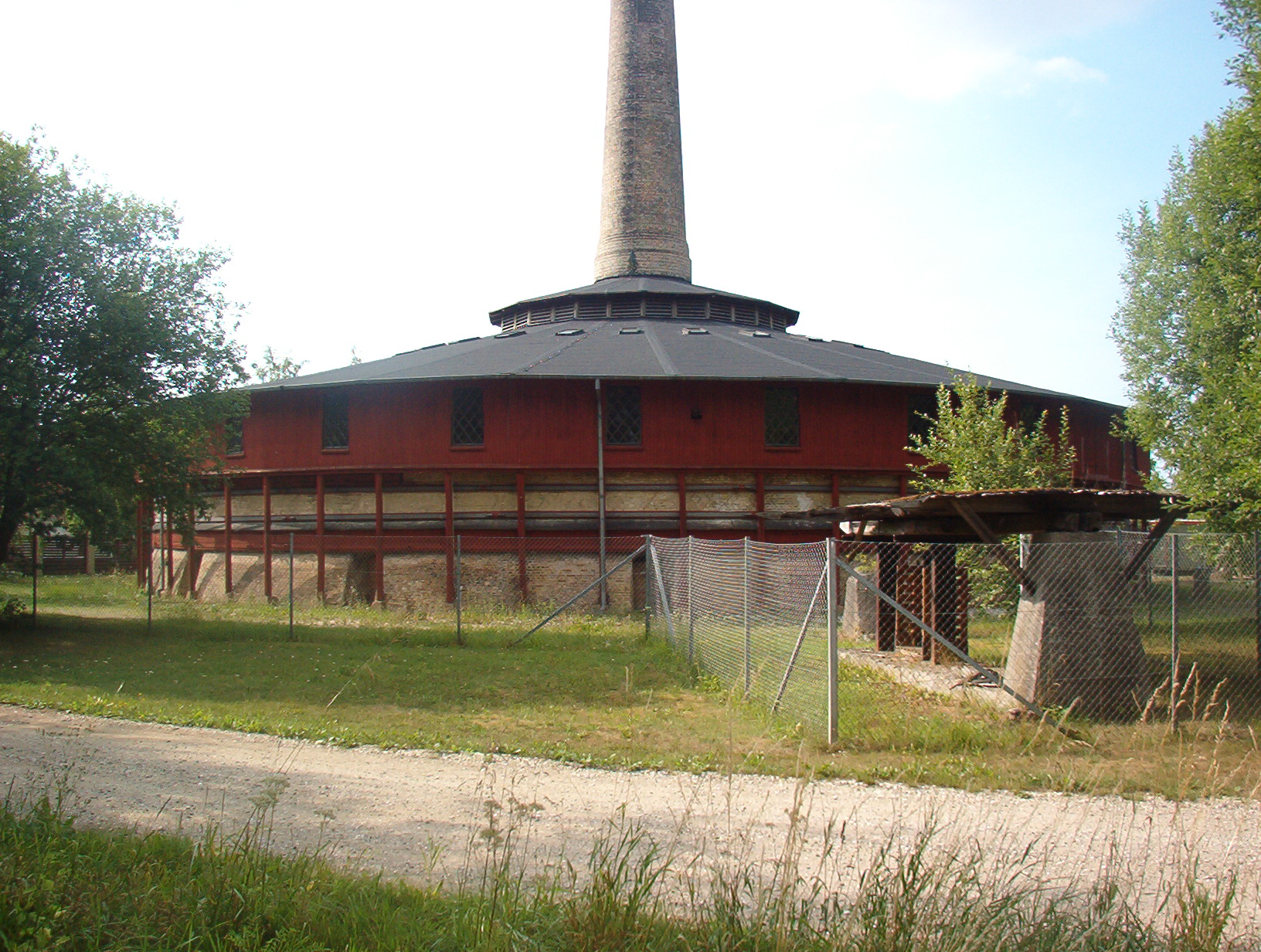
Nivaagaards Teglværks ringugn från omkring 1870, världens äldsta bevarade ringugn

Nivågård är ett gods på 143 hektar i Karlebo socken i Fredensborgs kommun, Danmark, som grundades 1767 av Adam von Lüttichau under namnet Nivaa Havnegaard. 
Gården hängde  från början samman med ett projekt att bygga en galärhamn vid Nivå, ett projekt som föranletts av att Sverige 1744 hade byggt en galärhamn i Landskrona. Ritningar hade upprättats av Samuel Christoph Gedde och Jean Baptiste Descarriéres de Longueville, och hade godkänts 1753 av Fredrik V. Hamnprojektet påbörjades, men avbröts redan 1757 på grund av svagt intresse inom Admiralitetskollegiet och finansieringssvårigheter. Byggandet av galärer hade heller inte kommit igång. Grunder för hamnen är synliga söder om det tidigare Nivaagaard Teglværk och öster om Nivågård, numera en bit från strandlinjen. 
Namnet Nivaagaard är från 1793. Huvudbyggnaden uppfördes, efter en brand hösten 1879 i den tidigare manbyggnaden, åren 1880–81 efter ritningar av  Ferdinand Vilhelm Jensen. Från 1862 ägdes gården inom släkten Hage, varefter anlades ett tegelbruk, kvarn och park. Nivaagaards Teglværk tillverkade runt sekelskiftet 1800/1900 uppemot åtta miljoner tegelstenar per år. Parken anlades omkring 1901–02 efter ritningar av Edvard Glæsel. En ny stor rhododendronpark invigdes 2007. 
Invid huvudbyggnaden uppfördes 1903 en konsthallsbyggnad, som ritades av Johan Schrøder (1836–1914) för att inrymma den omfattande konstsamling, som Johannes Hage byggt upp genom inköp på auktioner runt om i Europa. Den öppnades senare för allmänheten under namnet Nivaagaards Malerisamling.

## Ägare
- (1753–1793) (Kronogods)
- (1793–1797) Adam Mogens Holger von Lüttichau
- (1797) Georg Christopher Hauch
- (1797–1802) Johan Jørgen Løwe
- (1802–1808) assessor Kræfting
- (1808–1810) Haagen Christian Astrup
- (1810–1812) Brinck-Seidelin
- (1812–1813) Johan Frederik Bardenfleth
- (1813–1831) R.A.L. von Qualen
- (1831–1834) Frederik Burmeister
- (1834–1847) P.M. Hagen
- (1847–1857) V. Engelsted
- (1857–1862) Synnestvedt
- (1862–1872) Alfred Hage
- (1872–1923) Johannes Hage
- (1923–) Den Hageske Stiftelse